# Klinikum Mutterhaus der Borromäerinnen

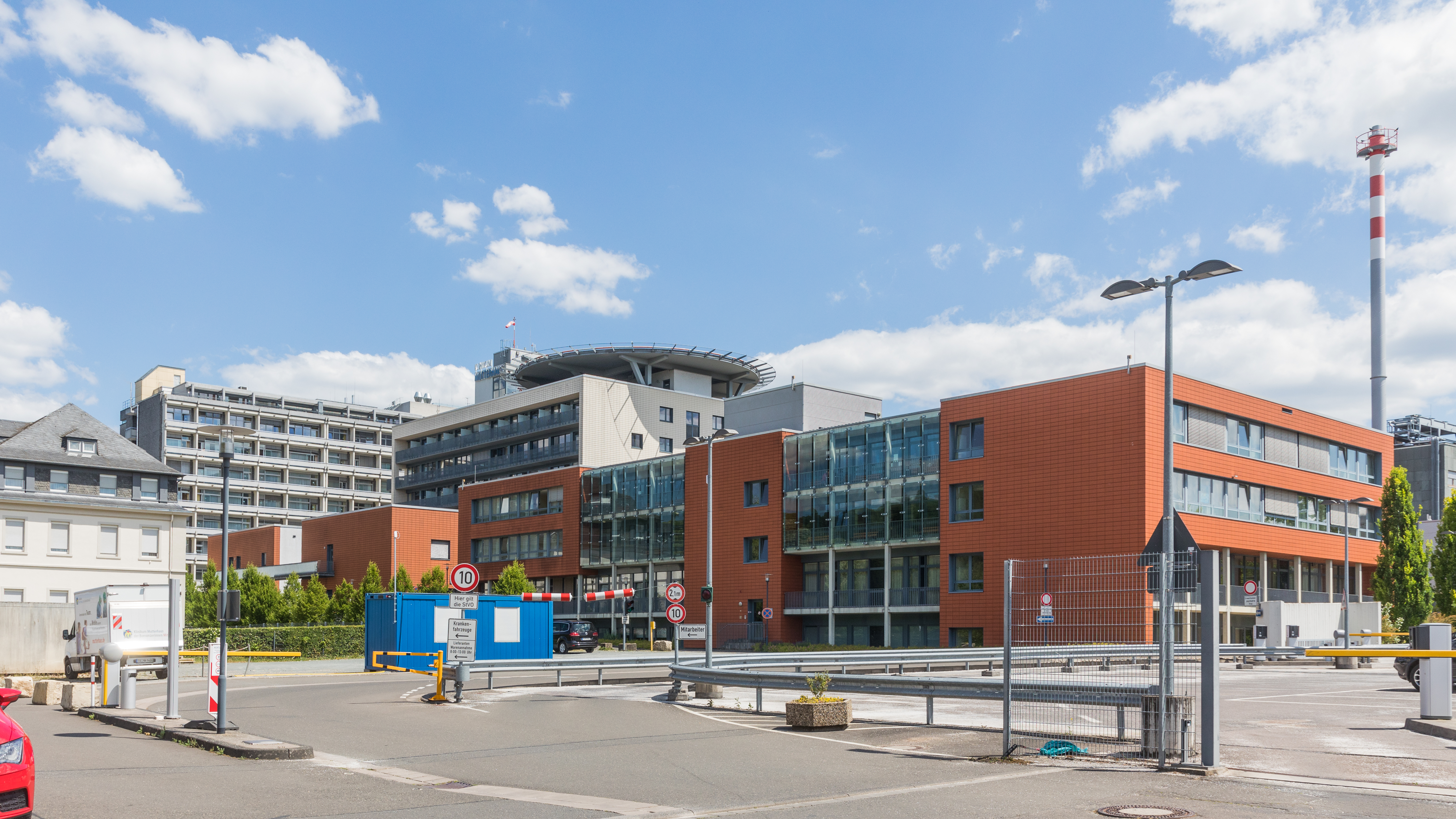
Klinikum Mutterhaus der Borromäerinnen (Mitte), Trier

Logo

Das Klinikum Mutterhaus der Borromäerinnen ist mit 1054 Betten und ca. 2700 Mitarbeitern das größte Krankenhaus in Trier. Mit einer mehr als 160-jährigen Tradition ist das Klinikum Mutterhaus heute ein Krankenhaus der Maximalversorgung an zwei Standorten in der Stadt Trier. Die Standorte des Krankenhauses liegen in den Stadtbezirken Mitte/Gartenfeld und Nord. Es werden jährlich 41.500 Patienten stationär und rund 86.500 Patienten ambulant versorgt.

## Geschichte
Das Hospital wurde im Jahr 1849 durch die Kongregation der Barmherzigen Schwestern vom hl. Karl Borromäus gegründet. Es entwickelte sich zu einem Krankenhaus der Maximalversorgung und unterhält heute 24 Fachabteilungen, unter anderem für Kinder- und Jugendpsychiatrie, -medizin und -chirurgie, Radiologie, Nuklearmedizin, Geriatrie, Gynäkologie und Geburtshilfe, Orthopädie, Schmerz- und Palliativmedizin, Psychiatrie oder Neuropädiatrie. Ebenso verfügt das Klinikum Mutterhaus über zahlreiche angeschlossene Zentren wie das Onkologische Zentrum und das Perinatalzentrum Level 1.
Bis 2006 wurde das Herz-Jesu-Krankenhaus Trier in das Mutterhaus integriert.
Das Onkologische Zentrum des Klinikum Mutterhaus ist seit 2010 von der Deutschen Gesellschaft für Hämatologie und Onkologie (DGHO) zertifiziert und in 2018 erfolgreich rezertifiziert worden. Zusätzlich ist das Zentrum seit 2019 von der Deutschen Krebsgesellschaft zertifiziert. Durch die Kooperation stationärer und ambulanter Einrichtungen können jährlich über 4.000 Patienten umfassend, ganzheitlich und dauerhaft bei Krebserkrankungen in allen Phasen betreut werden.
Seit 2011 ist das Klinikum Mutterhaus eines von landesweit vier Zentren für Positronen-Emissions-Tomographie (PET). Diese Technik erlaubt es Ärzten, frühzeitig Tumore bei Patienten zu diagnostizieren und den Therapieverlauf zu kontrollieren.
Zum 1. Januar 2016 wurde das vormalige Ökumenische Verbundkrankenhaus Trier mit den Standorten Marienkrankenhaus Trier-Ehrang und Elisabeth-Krankenhaus Trier vom Mutterhaus übernommen. Seitdem hießen die Standorte des Mutterhauses Klinikum Ehrang (Trier-Ehrang), Klinikum Nord (ehem. Elisabethkrankenhaus) und Klinikum Mitte (Feldstraße).
Der Medizincampus Trier der Universitätsmedizin Mainz wurde am 19. Oktober 2020 offiziell eröffnet und bietet seit dem Wintersemester 2020/21 bis zu 30 Studierenden im Studiengang Humanmedizin die Möglichkeit, das 10. Fachsemester in Trier zu absolvieren.
Am 15. Juli 2021 wurden große Teile des Standortes Ehrang durch die Flutkatastrophe und dem einhergehenden Hochwasser des Flusses Kyll massiv beschädigt und das Krankenhaus nach Evakuierung von ca. 100 Patienten am gleichen Tag geschlossen. Am 3. Dezember 2021 gab das Klinikum Mutterhaus in einer Pressemitteilung bekannt, dass der Standort Ehrang nicht wiedereröffnet wird. Die Standorte Mitte und Nord werden aktuell aufgestockt und erweitert, um eine bestmögliche Versorgung an den zwei verbleibenden Standorten zu bieten.